# Joachim Ernst (Schleswig-Holstein-Sonderburg-Plön)

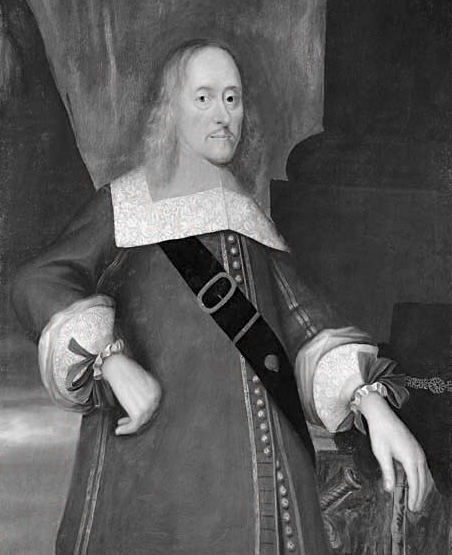
Joachim Ernst von Schleswig-Holstein-Sonderburg-Plön. Schwedisches Nationalmuseum.

Joachim Ernst von Schleswig-Holstein-Sonderburg-Plön (* 29. August 1595 in Sønderborg; † 5. Oktober 1671 in Plön), auch Joachim Ernst von Schleswig-Holstein-Plön, war der erste Herzog des Herzogtums Schleswig-Holstein-Plön, das aus einer Teilung des Herzogtums Schleswig-Holstein-Sonderburg hervorging.

## Leben

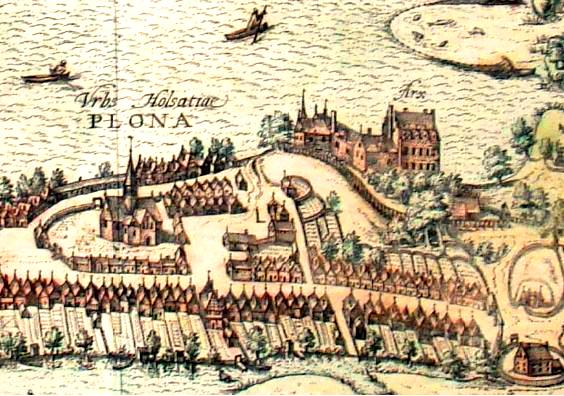
Die alte Plöner Burg um 1595 auf einem Stich von Georg Braun und Frans Hogenberg, Ausschnitt aus Civitates orbis terrarum

Er war der zweitjüngste Sohn des Herzogs Johann von Schleswig-Holstein-Sonderburg. Als Jugendlicher machte er eine für junge Adlige typische Bildungsreise durch Europa, die ihn nach Holland, England, Frankreich und Italien führte. 1617 beteiligte er sich am Friauler Krieg. Als sein Vater, der erste der sogenannten abgeteilten Herren, 1622 starb, wurde dessen Herzogtum unter den Söhnen aufgeteilt, wodurch fünf weitere, kleinere Herzogtümer entstanden. Joachim Ernst erhielt Schleswig-Holstein-Plön, neben der neuen Residenzstadt Plön gehörten unter anderem auch die aus säkularisiertem Klosterbesitz gebildeten Ämter Ahrensbök und Reinfeld zu seinem Besitz, er erwarb weiterhin in 1637 Kleveez („Clevetz“), in 1638 Pehmen („Pebmen“) und in 1649 Stocksee. In Reinfeld errichtete er eine Ritterakademie, die von 1649 bis 1654 bestand.
Anlässlich seiner Vermählung mit der Prinzessin Dorothea Augusta, einer Tochter Johann Adolfs von Schleswig-Holstein-Gottorf, beauftragte Joachim Ernst 1632 den Abriss der alten Plöner Burg und ließ von 1633 bis 1636 das Plöner Schloss als Residenz und Regierungssitz errichten.
Unter dem Gesellschaftsnamen Der Sichere wurde er als Mitglied in die Fruchtbringende Gesellschaft aufgenommen.
Noch kurz vor seinem Tod wurde er am 1. Januar 1671 in Kopenhagen von dänischen König mit dem Elefanten-Orden (122. Träger) ausgezeichnet.

## Familie
Joachim Ernst und Dorothea Augusta (* 12. Mai 1602; † 13. März 1682) hatten acht Kinder:
- Hans Adolf (* 1634; † 1704), Herzog von Schleswig-Holstein-Plön, verheiratet mit Dorothea von Braunschweig-Wolfenbüttel
- August (* 1635; † 1699), Herzog von Schleswig-Holstein-Norburg
- Ernestine (* 10. Oktober 1636; † 18. März 1696)
- Joachim Ernst II. (* 5. Oktober 1637; † 5. Oktober 1700), Herzog von Schleswig-Holstein-Sonderburg-Plön-Rethwisch ⚭ Isabella von Merode-Westerloo (* 1649; † 5. Januar 1701)
- Bernhard (* 31. Januar 1639; † 13. Januar 1676), dänischer General
- Agnes Hedwig (* 29. September 1640; † 20. November 1698), verheiratet mit Christian von Schleswig-Holstein-Sonderburg-Glücksburg
- Carl Heinrich (* 20. März 1642; † 20. Januar 1655 in Wien)
- Sofie Eleonore (* 30. Juli 1644; † 22. Januar 1729), verheiratet mit Wolfgang Julius von Hohenlohe-Neuenstein